# Сенной округ

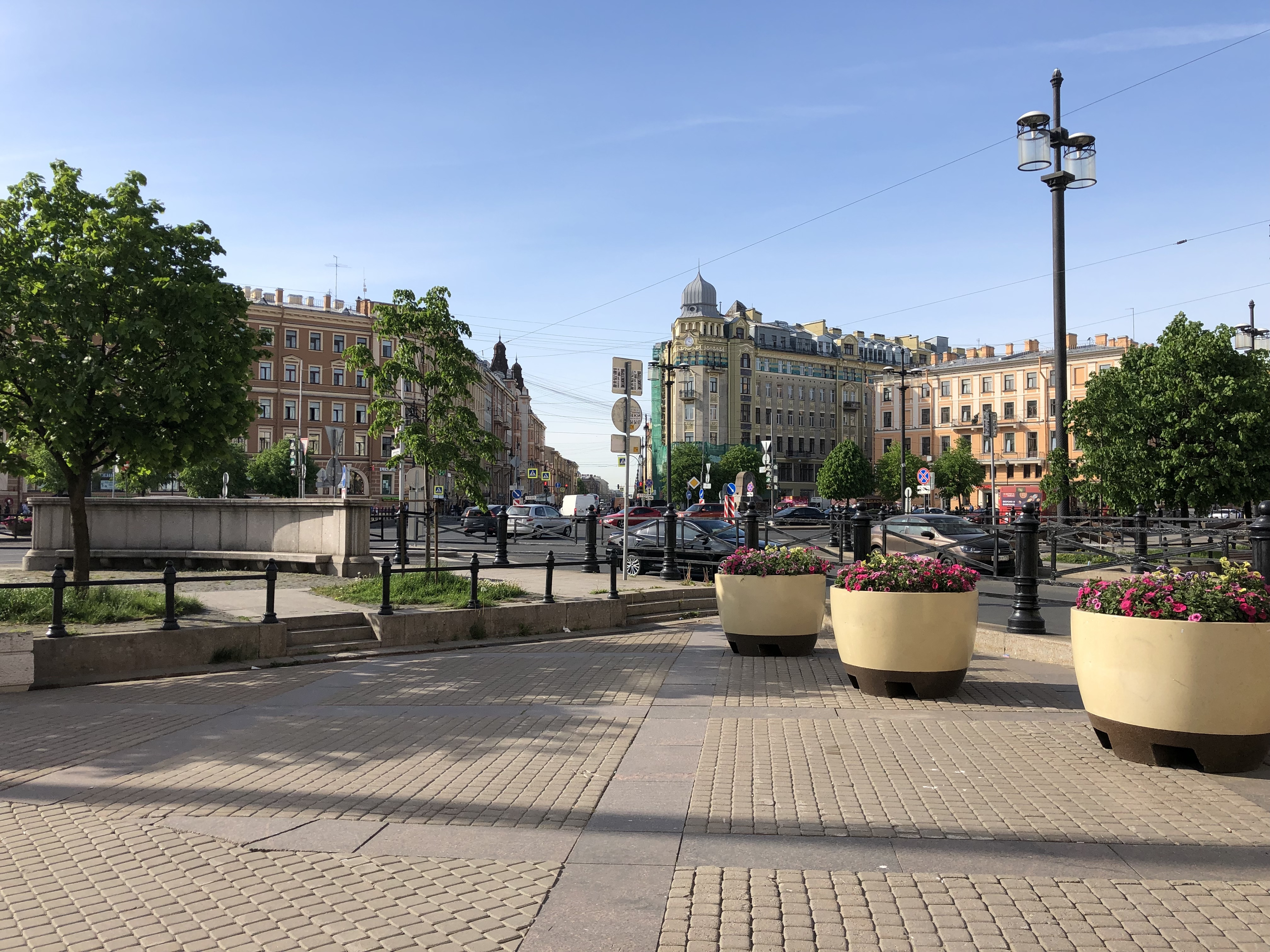
Сенная площадь

Сенно́й о́круг — муниципальный округ № 2 в составе Адмиралтейского района Санкт-Петербурга.

## Границы округа
- от Гороховой улицы по оси реки Фонтанки до Крюкова канала.
- по оси Крюкова канала до Садовой улицы.
- по оси Садовой улицы до Вознесенского проспекта.
- по оси Вознесенского проспекта до канала Грибоедова.
- по оси канала Грибоедова до Фонарного переулка.
- по оси Фонарного переулка до Казанской улицы.
- по оси Казанской улицы до переулка Антоненко.
- по оси переулка Антоненко до реки Мойки.
- по оси реки Мойки до Гороховой улицы.
- по оси Гороховой улицы до оси реки Фонтанки[2].

## Население
| 2002    | 2010    | 2012    | 2013    | 2014    | 2015    | 2016    | 2017    | 2018    |
| ------- | ------- | ------- | ------- | ------- | ------- | ------- | ------- | ------- |
| 28 105  | ↘22 384 | ↗22 787 | ↗22 858 | ↗24 421 | ↘24 071 | ↘22 990 | ↗23 079 | ↘23 010 |
| 2019    | 2020    | 2021    | 2023    | 2025    |         |         |         |         |
| ↘22 747 | ↘22 394 | ↘21 019 | ↘20 655 | ↘20 342 |         |         |         |         |